# Zeche Eberhardine
Die Zeche Eberhardine war ein Steinkohlenbergwerk in Bochum-Brenschede. Das Bergwerk bzw. dessen Zeche war auch unter dem Namen Zeche Eberhardina bekannt.

## Geschichte

### Die Anfänge
Im Jahr 1776 wurde die Mutung auf das Flöz Eberhardine eingelegt. Dieses Flöz hatte eine Mächtigkeit von rund 1,1 Metern und bestand zu 60 Prozent aus Steinkohle und zu 40 Prozent aus Brandschiefer. Als Muter trat Johann Christoph Steffen aus Hagen auf. Allerdings wurde das Feld zu diesem Zeitpunkt noch nicht verliehen. Im Laufe der Jahre wurde das Feld durch den Stollen der Zeche Prinz Kater aufgeschlossen. Nachdem das Feld weitestgehend aufgeschlossen war, wurde ein Förderschacht abgeteuft. Der Ansatzpunkt dieses Schachtes befand sich auf dem Gelände der Schule an der heutigen Markstraße Ecke Universitätsstraße. Im Jahr 1783 waren zwei weitere Förderschächte vorhanden. Am 31. Oktober dieses Jahres wurde das Bergwerk vermessen. Mit dieser Vermessung wurde auch die Genehmigung zum Abbau des Flözes erteilt.

### Der weitere Betrieb
Im Jahr 1784 war das Bergwerk in Betrieb.  Am 17. Juni desselben Jahres war eine Befahrung des Bergwerks durch den Leiter des märkischen Bergreviers, den Freiherrn vom Stein, geplant. Die Befahrung durch den Bergbeamten war jedoch aus verschiedenen Gründen nicht möglich. Zunächst einmal war es nicht möglich, mit der Förderanlage in das Grubengebäude einzufahren, da das Förderseil derart verschlissen war, dass die Seilfahrt zu gefährlich gewesen wäre. Nach Angaben des für das Bergwerk zuständigen Schichtmeisters hatte es der Gewerke Steffens unterlassen, ein neues Seil zu kaufen. Eine manuelle Fahrung über die Fahrten war auch nicht möglich, da in dem Förderschacht keine Fahrten vorhanden waren. Vom Stein machte in seinem Protokoll Angaben über den Zustand und die Leistung des Bergwerks. Er wies den Gewerken Steffens an, unverzüglich entweder ein neues Seil für die Befahrungsanlage zu kaufen oder Fahrten im Schacht anzubringen. Diese Anweisung war mit der Androhung einer Strafe verbunden, falls Steffens weiterhin diesen Missstand weiter zulassen würde.
Noch vor dem Jahr 1796 wurde die Zeche Eberhardine stillgelegt. Ab dem Jahr 1846 war das Bergwerk wieder in Betrieb. Nachdem die Rechtsnachfolger der Gewerkschaft Eberhardine das Bergamt gebeten hatten, das Längenfeld erneut zu verleihen, fand zunächst eine Fundbesichtigung an drei Stellen des Flözes statt. Im Zeitraum vom 23. April bis zum 17. Mai des Jahres 1853 wurde das Längenfeld Eberhardine erneut verliehen. Als Gewerken für das verliehene Längenfeld traten auf: Karl Berger aus Witten, Moritz Bölling aus Bochum, Karl Ludwig Lohmann aus Bommern und Friedrich Wilhelm Meyer aus Weitmar. In den Jahren 1870 bis 1873 wurde noch Kuxe der Zeche Eberhardine gehandelt. Die Berechtsame erlangte jedoch keine Bedeutung mehr, da das Flöz zu unrein für einen Nachfolgebetrieb war. Nach dem Jahr 1873 gibt es keine Angaben über das Bergwerk.